# Цецилювка-Ґловачовська
Цецилювка-Ґловачовська (пол. Cecylówka Głowaczowska) — село в Польщі, у гміні Ґловачув Козеницького повіту Мазовецького воєводства.
Населення — 83 особи (2011).
У 1975-1998 роках село належало до Радомського воєводства.

## Демографія
Демографічна структура станом на 31 березня 2011 року:
|          | Загалом | Допрацездатний вік | Працездатний вік | Постпрацездатний вік |
| -------- | ------- | ------------------ | ---------------- | -------------------- |
| Чоловіки | 48      | 12                 | 27               | 9                    |
| Жінки    | 35      | 5                  | 12               | 18                   |
| Разом    | 83      | 17                 | 39               | 27                   |